# Joan Enric de Fondevila

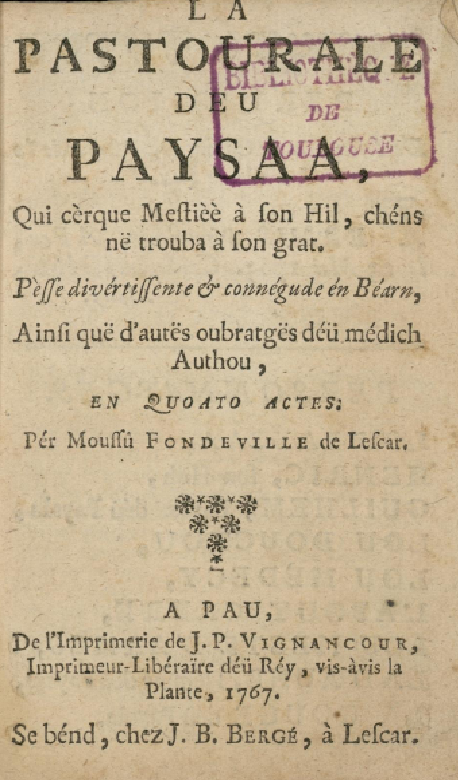
Primera página de La Pastorala en su edición de 1767

Joan Enric de Fondevila (en francés : Jean-Henri Fondeville ; (ca 1638 - el 22 de octubre de 1705) fue un escritor bearnés de lengua occitana (en su forma bearnesa). Es sobre todo en autor de la comedia La Pastorala deu paisan y de Calvinisme de Bearn Divisat en siex ecloges de (tono anticalvinistas).

## Vida
Fondevila era el hijo de un pastor calvinista que se había convertido al catolicismo a cambio de una renta vitalicia Tuvo una hermana un hermano cura ; Monseñor Joan Enric de Saleta, obispo de Lescar fue su padrino y Fondevila está justamente sepultado en esta ciudad ; su lápida dice justamente que fue un Patronus et poeta facundus y que el día de su muerte entlutó a toda la ciudad (Haec fuit dies luctus totius civitatis). Estos hechos ponen de relieve su rango elevedo dentro de la sociedad bearnesa de su época.

## Obras

### La Pastorala deu Paisan
Esta comedia escrita en versos alejandrinos es resumida en su título de Patorala "del campesino que busca un oficio a su hijo sin encontrar alguno que le convenga" (La pastorala de paisan qui cèrca mestièr a son hilh shens ne trobar a son grat). El campesino recibe a un abogado, a un maestro de armas y a un farmacéutico quienes se ridiculizan sucesivamente al intentar mostrar la cualidades de sus oficios respectivos.

### LasÉglogas
- Son largos diálogos en versos alejandrinos entre pastores y un hombre "sabio" y culto que intentan desarrollar las ideas y prácticas del calvinismos para ridiculizarlas y desacreditarlas.

## Edicións en línea
- Sobre gallica.bnf.fr
  - Edición de 1885
  - Edición de 1767